# Tizimín
Tizimín  ist eine Stadt im mexikanischen Bundesstaat Yucatán und Hauptstadt des gleichnamigen Municipios Tizimín.
Die Stadt ist vor allem bekannt durch die dortige Messe der Heiligen Drei Könige und den Markt für mexikanische Handwerkswaren.

## Geschichte
Das Stadtgebiet von Tizimín hat seinen Ursprung in der Mayasiedlung X’Huencal und ist seit ca. 4200 Jahren bewohnt. Während der Postklassik gehörte der Ort zum Territorium der Cupul. Hier befand sich unter anderem ein bedeutender Tempel der Götter Yum Chac, Yum Kaxx und Yum Ik zu dem jährlich Wallfahrten abgehalten wurden. Im Jahr 1544 wurde das Gebiet während der Konquista unterworfen. Zwischen 1563 und 1566 errichteten Franziskaner die heutige Kirche der Heiligen Drei Könige. Ein nach Tizimín benannter und wohl auch dort entstandener 54-seitiger Chilam-Balam-Text wird heute in der Bibliothek des Nationalmuseums für Anthropologie in Mexiko-Stadt aufbewahrt.

## Söhne und Töchter der Stadt
- Lázaro Pérez Jiménez (1943–2009), Bischof von Celaya.